# Pope (Novi Pazar)
Pour les articles homonymes, voir Pope (homonymie).
Pope (en serbe cyrillique : Попе) est un village de Serbie situé sur le territoire de la Ville de Novi Pazar, district de Raška. Au recensement de 2011, il comptait 90 habitants.

## Monuments et sites
- Église Saint-Lazare de Pope, de la fin du XVIIe siècle, inscrite monument culturel protégé.

## Démographie

### Évolution historique de la population
| 1948 | 1953 | 1961 | 1971 | 1981 | 1991 | 2002 | 2011 |
| ---- | ---- | ---- | ---- | ---- | ---- | ---- | ---- |
| 479  | 549  | 583  | 499  | 393  | 177  | 83   | 90   |

|  |